# Жил Јанеш
Жил Јанеш (порт. Gil Eanes) је био португалски морепловац и истраживач у 15. веку. Пловио је обалом Африке, у служби Хенрика Морепловца.
Славу је стекао када је опловио рт Божадор (Западна Сахара), 1434. године. То је била граница тадашњег познатог света. Иза рта се према легенди налазило Зелено море таме. Морске струје око рта су веома јаке, море изразито плитко, а обала пустињска и беживотна. Многе експедиције (укупно 15), које је слао Хенрик Морепловац, почевши од 1424, безуспешно су покушавале да пређу Рт Божадор. Жил Јанеш је успео тек из другог пута, тако што га је широко заобишао. Овим својим успехом је омогућио даља истраживања обале Африке и проналазак поморског пута за Индију.
Следеће, 1435. године, са њим је на путовање кренуо Афонсо Гонсалвес Балдаја. Пловили су јужније од рта и открили трагове људи и камила. Стигли су до ушћа реке коју су назвали Златна река.